# Smocze wzgórze
Smocze wzgórze (hiszp. Dragon Hill. La colina del dragón, ang. The Dragon Hill, 2002) – hiszpański film animowany. Młody smok o imieniu Elfy i jego ziemski przyjaciel Kevin, postanawiają wydostać się z magicznej krainy zwanej Wzgórzem Smoków.
W 2006 roku powstała kontynuacja filmu – Magiczna kostka.

## Obsada
(Oryginalna wersja hiszpańska)

Nagranie dialogów: GALLETLY S.A. – AUDIO PROJECTS

Obsada dźwiękowa:
- Esperanza Gracia – Elfy
- Elvira Garcia – Kevin
- Antonio Gracia Moral – Septimus
- Vincente Gil – Ken
- Nuria Cepero – Gala
- Adriana Jimenez – Vivien
- Ricky Coello – Ethelbert
- Gloria Gonzalez – Locutora
- Joaquín Gómez – Newton / Kucharz #2 / Wiking
- Carmen Capdet – Maud
- Francesc Rocamora – Montesquies
- Juan Miguel Díez – Kapitan / Kucharz #1
- Ferrán Calvo – Kucharz #3 / Oso
- Robert Paterson – Dyrektor

## Wersja polska
Opracowanie wersji polskiej: Start International Polska

Reżyseria: Joanna Wizmur

Dialogi polskie: Bartosz Wierzbięta

Kierownictwo muzyczne: Marek Klimczuk

Kierownictwo produkcji: Elżbieta Araszkiewicz

Producent: TELEWIZJA POLSAT

Producent wykonawczy: DZIKI FILM

Tekst piosenki: Ryszard Kunce

Wystąpili:
- Kajetan Lewandowski – Kevin
- Lucyna Malec – Elfy
- Jerzy Kryszak – Septimus
- Jarosław Boberek – Tristan
- Edyta Jungowska – Maud
- Małgorzata Foremniak – Gala
- Artur Kaczmarski – Ken
- Julia Kołakowska – Vivien
- Krzysztof Kowalewski – Ethelbert
- Wojciech Paszkowski – Monte
- Włodzimierz Bednarski – Król
- Zbigniew Konopka – Kapitan
- Grzegorz Pawlak – Kucharz #1
- Krzysztof Szczerbiński – Kucharz #2
- Joanna Wizmur – Kucharz #3
- Paweł Szczesny

Piosenkę tytułową śpiewają Edyta Górniak oraz Beata Wyrąbkiewicz.